# コンベア600

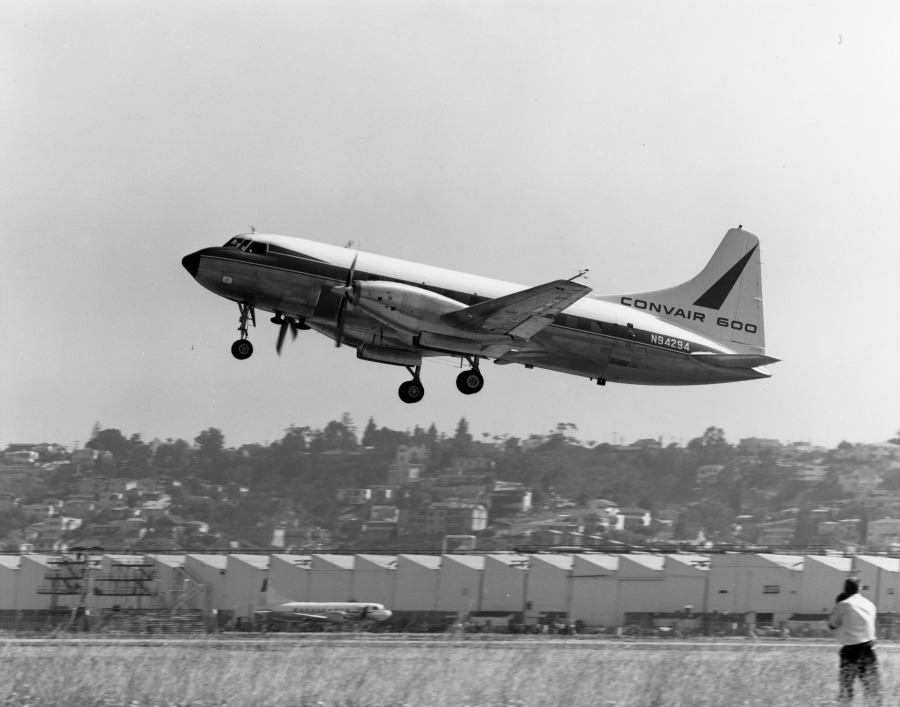
試験飛行を行うコンベア600

コンベア600（Convair 600もしくはCV-600）は、1965年からアメリカで生産されたターボプロップ双発旅客機である。しかしながら、このコンベア600は新造されたものはなく、以前にコンベアが生産していたレシプロ機であるコンベア240を欧州の新型ターボプロップ機に対抗するためロールス・ロイス ダート・エンジンに換装したものである。そのためコンベア240の派生型といった見方も出来る。
新型の機体を市場に投入するのではなく既存機の改造で終わったため、航空会社からの注目度は薄く、以後アメリカのメーカーが本格的なターボプロップ旅客機を開発することはなかった。
コンベア600は、1965年5月20日に初飛行し、1965年11月30日にセントラル航空において就航した。コンベア600は主にアメリカの中小航空会社が使用したが、前述の通り、メーカーであるコンベアの後身企業ジェネラル・ダイナミクス社所有の39機を改造のうえで航空会社に引き渡したものである。